# Lao loum
I lao loum (Lao: ລາວລຸ່ມ; Thai: ลาวลุ่ม) costituiscono un insieme di gruppi etnici del Laos che fanno parte della famiglia tai kadai. Sono composti in prevalenza dall'etnia lao, a cui se ne aggiungono altre minori tra le quali la phuan, la phuthai, la tai dam e la tai deng.
Il termine significa lao bassi, abitanti cioè della pianura, e si differenziano dagli altri due gruppi in cui si divide la popolazione del Laos: i lao theung, o lao medi, di cui fanno parte etnie della famiglia mon khmer, che vivono nelle parti basse delle montagne, e i lao soung, o lao alti, di origine sino-tibetana, che sono stanziati nelle zone alte dei rilievi e rappresentano la parte più indigente della popolazione.
I primi a migrare nel paese furono probabilmente i mon khmer, genti austroasiatiche che già nella preistoria occuparono le fertili terre del Mekong, questi dovettero poi soccombere ai tai kadai, che giunsero circa 1000 anni fa e li costrinsero a spostarsi verso le zone di montagna, più povere e difficili da coltivare.
Da allora i tai kadai, che si suddividono in diverse tribù di cui quella lao è in questa zona predominante, hanno assunto il controllo del paese, relegando gli altri due gruppi ad un ruolo marginale. Secondo il censimento del 1985, i lao theung sono circa il 24% degli abitanti, i lao loum il 66% ed i lao soung circa il 10%.
La maggioritaria etnia lao, che rappresenta il 50% del totale della popolazione del paese, ha la stessa origine di quella del nordest della vicina Thailandia, l'Isan, che è stanziata nella parte occidentale del bacino del Mekong compresa tra la Birmania e la Cambogia. Questa zona fu ceduta dai lao ai siamesi nei secoli scorsi, quando declinarono i regni di Luang Prabang, di Vientiane e di Champasak, ed è da lungo tempo sottoposta a un processo di integrazione chiamato thaificazione.